# 乳桑属
乳桑属（学名：Bagassa）是桑科下的一个属。

## 下属物种
本属包括以下物种：
- 乳桑木 Bagassa guianensis Aubl.，奶牛木
- 椴叶乳桑木 Bagassa tiliaefolia